# Into the Unknown (album Mercyful Fate)
Into the Unknown to piąte studyjne wydawnictwo duńskiej grupy heavymetalowej Mercyful Fate. Wydane 20 sierpnia 1996 roku przez Metal Blade Records.
Reedycja na winylu wydana 28 grudnia 2007 w liczbie 500, ręcznie numerowanych, egzemplarzy przez Night of the Vinyl Dead.

## Lista utworów
1. „Lucifer” – 1:29
2. „The Uninvited Guest” – 4:14
3. „The Ghost of Change” – 5:41
4. „Listen to the Bell” – 3:57
5. „Fifteen Men (And a Bottle of Rum)” – 5:05
6. „Into the Unknown” – 6:34
7. „Under the Spell” – 4:42
8. „Deadtime” – 3:15
9. „Holy Water” – 4:32
10. „Kutulu (The Mad Arab Part Two)” – 5:17

- Edycja japońska zawiera dodatkowo utwór The Ripper (cover Judas Priest).
- Reedycja z 1997 roku zawiera dodatkowo utwór Curse of the Pharaohs (Live) z EP The Bell Witch.

## Twórcy
- King Diamond – śpiew
- Hank Shermann – gitara
- Michael Denner – gitara
- Sharlee D’Angelo – gitara basowa
- Bjarne T. Holm – perkusja